# NK Putniković
Nogometni klub Putniković hrvatski je nogometni klub iz mjesta Putniković koje se nalazi na poluotoku Pelješcu.

## Povijest
Prema Hrvatskom nogometnom savez klub je osnovan 1926. Nogometni leksikon tvrdi da je klub osnovan 1930. pod imenom Vatrica. Pod osnivače kluba navode se L. Ivušić, te A. i M. Glavor. Oni su donijeli prvu nogometnu loptu u Putnikoviće Klub je obnovljen 1945. pod imenom Crnogorac, dok od 1990. nosi ime Putniković.
U sezoni 2008./09. bio je prvak 2. ŽNL Dubrovačko-neretvanske.[nedostaje izvor]

## Vanjske poveznice
- Profil, HNS Semafor